# Berit Kristensen
Berit Kristensen (* 2. August 1983 in Sakskøbing) ist eine ehemalige dänische Handballspielerin.

## Karriere
Kristensen begann 1989 das Handballspielen in Sakskøbing und schloss sich 1997 Nykøbing Falster HK an. Zwei Jahre später wechselte die Rückraumspielerin zu Viborg HK, bei dem sie im September 2002 ihr Debüt in der höchsten dänischen Spielklasse gab. Mit dem VHK gewann sie 2004 die dänische Meisterschaft und den EHF-Pokal. Ab 2004 lief sie für Randers HK auf. Mit Randers gewann sie 2010 den EHF-Pokal sowie 2012 die dänische Meisterschaft. Nachdem Kristensen mit mehreren Verletzungen zu kämpfen hatte, entschloss sie sich im Sommer 2013 ihre Karriere zu beenden.
Kristensen bestritt 68 Länderspiele für die dänische Nationalmannschaft, in denen sie 88 Treffer erzielen konnte. Mit Dänemark nahm sie erstmals 2010 an der Europameisterschaft teil. Bei den Olympischen Spielen 2012 gehörte Kristensen dem dänischen Aufgebot an, das den neunten Platz belegte.

### Erfolge
- dänischer Meister 2004, 2012
- EHF-Pokal 2004, 2010